# Devine (Texas)
Pour les articles homonymes, voir Devine.
Devine est une ville située au sud-est du comté de Medina , au Texas, aux États-Unis,.

## Démographie
Lors du recensement de 2010, la ville comptait une population de 4 350 habitants. Elle est estimée, en 2016, à 4 776 habitants.

### Source de la traduction
- (en) Cet article est partiellement ou en totalité issu de l’article de Wikipédia en anglais intitulé « Devine, Texas » (voir la liste des auteurs).